# Eran (voornaam)
Eran is een jongensnaam van Hebreeuwse oorsprong (ערן). Het betekent "waakzaam" en "alert". Het is afgeleid van de jongensnaam Aäron. De naam wordt  wordt genoemd in Numeri, een boek uit de Hebreeuwse Bijbel.

## Bekende naamdragers
- Eran Zahavi, Israëlische voetballer bij PSV Eindhoven